# Grupo Pró-Évora
O Grupo Pró-Évora é uma associação sem fins lucrativos que tem como objetivo defender o património da cidade de Évora, sendo considerado dos grupos mais antigos do país neste propósito. Fundado em 1919, um dos motivos de origem do grupo apresenta-se no debate sobre o local de instalação do Museu Regional de Évora, 4 anos antes. Atualmente, a associação desenvolve várias exposições, atividades, debates e outros, em parceria com várias instituições públicas, museus e outros, de forma a promover o desenvolvimento cientifico e o conhecimento do património eborense, assim como a sua preservação.
Em 1920, o grupo participou no apoio das atividades da delegação dos Monumentos Nacionais na cidade, ajudando a identificar vários edifícios e monumentos históricos, que acabariam por ser classificados, como o Arco de D. Isabel, a Porta da Lagoa, a Porta de Raimundo, troços da Muralha, assim como outros edifícios. O grupo também trabalharia diretamente e indiretamente na classificação do Centro Histórico de Évora como Património Mundial da UNESCO, em 1986.